# Marius de Romanus
Marius de Romanus je lik iz serije novela Vampirske kronike američke spisateljice Anne Rice.  Glavni je lik novele Krv i zlato. Njegov lik prezentira učitelja, čuvara znanja i informacija koje je skupljao stoljećima. 

## Opis
Marius je inteligentan, mudar i optimističan. Jedan je od najstarijih živućih vampira, Dijete Milenija. Pošto je pio krv od vampirske kraljice Akashe, naslijedio je brojne drevne moći uključujući sposobnost zapaljivanja  (Fire Gift) i letenja (Cloud Gift). Također, ima sposobnost čitanja misli i blokiranja drugih u čitanju njegovih (Mind Gift). Njegovi naučnici bili su: Pandora, Armand, Bianca Solderini, Sybelle i Benji. Zadnje dvoje je stvorio za Armanda. 
Prema filmu Kraljica prokletih (gdje ga glumi Vincent Perez), Marius ima svijetlo plavu, gotovo bijelu, kovrčavu kosu do ramena i plave oči. 
Marius je zaljubljiv i tijekom svog dugog života imao je brojne ljubavnike. Ali, njegove jedine prave ljubavi su bile Pandora i Armand koje je uspio izgubiti zbog svog neobuzdanog ponašanja. 

## Život
Marius de Romanus rođen je 30. prije Krista u Rimu kao nezakonito dijete rimskog patricija i (navodno) kćeri poglavice iz Galije. U smrtnim godinama putovao je po Carstvu i većini tada poznatih dijelova svijeta pišući putopise. 
Kad je imao otprilike 40 godina, iz taverne su ga oteli druidi, sljedbenici Bogova luga. Bog luga učinio ga je vampirom uoči proslave keltskog blagdana Samhaina. Zatim odlazi u Egipat i postaje čuvar Kraljice i Kralja vampira. 
U svojih 2000 godina živio je na raznim mjestima. S Pandorom je živio u Antiohiji oko 2 stoljeća. Nakon njihovog razlaza otišao je u Rim gdje je živio s vampirima Avicusom i Maelom. Spavao je otprilike pola stoljeća prije nego što je probuđen, a zatim su njih trojica krenuli u Konstantinopol. Kratko su živjeli tamo dok Marius nije svojevoljno otišao na put prije drugog sna 1200. godine.  Probudivši se u doba kuge, opet je zaspao.
Probudio se 1482. kad se seli u Veneciju kao bogati gentleman kojem je hobi slikanje. Otvara kuću za odbačene i zlostavljane dječake koji imaju talenta za slikanje. Zaljubljuje se u kurtizanu Biancu Solderini, upoznaje dječaka Armanda (kojeg kasnije pretvori u vampira) i tako živi nekoliko godina, dok mu Djeca Tame predvođena Santinom ne unište kuću, ozlijede Mariusa i otmu Armanda. Bianca mu pomogne da se oporavi, te njih dvoje putuju po sjeveru Europe prije nego što se konačno skrase u Dresdenu. Tamo Marius nalazi Pandoru i moli je da mu se vrati, a Bianca ga ostavlja. Zadnja dva mjesta na kojima je Marius živio su otočić u Egejskom moru i negdje na sjeveru.